# تیهانی
تیهانی (به مجاری:  Tihany) یک شهرداری در مجارستان است که در ناحیه بالاتون‌فورد واقع شده‌است. تیهانی ۲۷٫۳۳ کیلومتر مربع مساحت و ۱٬۴۳۸ نفر جمعیت دارد.